# USS Paul Jones (DD-10)
USS Paul Jones (DD-10) – amerykański niszczyciel typu Bainbridge. Jego patronem był John Paul Jones.
Stępkę okrętu położono 20 kwietnia 1899 w stoczni Union Iron Works w San Francisco. Zwodowano go 14 czerwca 1902, matką chrzestną była Elizabeth Goldsborough Adams. Jednostka weszła do służby w US Navy 19 lipca 1902, jej pierwszym dowódcą był Lieutenant R. F. Gross.
Okręt był w służbie w czasie I wojny światowej. Działał jako jednostka eskortowa na wodach amerykańskich. W czasie wojny omyłkowo ostrzelał amerykański okręt podwodny O-6 (SS-67)
Wycofany ze służby 29 lipca 1919 został sprzedany na złom 3 stycznia 1920.